# Vallo Torinese
Vallo Torinese (en français Val) est une commune italienne de la ville métropolitaine de Turin dans la région Piémont en Italie.

## Administration
| Période                                  | Période | Identité         | Étiquette | Qualité |
| ---------------------------------------- | ------- | ---------------- | --------- | ------- |
|                                          |         | Graziano Bergero |           |         |
| Les données manquantes sont à compléter. |         |                  |           |         |

### Hameaux
Gaiera, Spagna 

### Communes limitrophes
Viù, Germagnano, Cafasse, Fiano, Varisella